# Sideractinidae
Sideractinidae is een familie van bloemdieren uit de orde van de Corallimorpharia.

## Geslacht
- Nectactis Gravier, 1918
- Sideractis Danielssen, 1890